# Alf Goddard
Alf Goddard (Londres, 28 de novembro de 1897 – 25 de fevereiro de 1981) foi um ator de cinema britânico.

## Filmografia selecionada
- Mademoiselle from Armentieres (1926)
- White Heat (1926)
- Every Mother's Son (1926)
- Hindle Wakes (1927)
- Carry On (1927)
- The Flight Commander (1927)
- What Money Can Buy (1928)
- Smashing Through (1928)